# Zece Hotare, Bihor
Zece Hotare este un sat în comuna Șuncuiuș din județul Bihor, Crișana, România.

## Date geografice
Satul Zecehotare este o așezare rurală de tipul crângurilor, cu mai multe cătune risipite pe crestele dealurilor ce coboară dinspre Munții Pădurea Craiului spre albia Crișului Repede, învecinându-se cu următoarele localități: la est Șuncuiușul, spre sud-est Damișul, la sud Roșia, spre vest Tomnatecul, iar la nord Vadu Crișului.
In partea de nord-vest a satului se află Peștera Bătrânului, monument al naturii ce comunică cu Peștera Vadu Crișului. Extremitatea sud-estică este străbătută de râulețul Valea Mișidului, în care se varsă Valea Luncilor. In partea de est curge Valea Măguranului, un mic pârâu ce se varsă în Izbândiș, formând împreună un afluent al Crișului Repede pe teritoriul satului Șuncuiuș. In sfârșit un alt pârâu destul de consistent ca debit este Valea Letii, care străbate partea de sud a satului. 
Ca forme de relief sunt caracteristice culmile împădurite cu păduri de fag și mai rar gorun sau corn. Pe o mare parte a teritoriului se întind pășuni și fânețe. Există câteva vârfuri care ating sau depășesc 800 m. Astfel menționăm vârfurile Runcu, Chicera, Brâzgai, Roșioru și Dealul Cărmăzanului. Pe Valea Mișidului stâncile care străjuiesc pe alocuri versantul drept formează adevărate ,,porți de fier” , greu străbătute de mica vale ce le înfruntă. Solul în ciuda unor cantități suficiente de precipitații este de o fertilitate naturală redusă. Pajiștile și fânețele naturale alcătuiesc baza unui sector zootehnic de veche tradiție.
In ultimii ani se exploatează importante zăcăminte de bauxită și argilă refractară, ocupația de bază a locuitorilor tinzând să devină mineritul.

Intrucât apa potabilă se găsește în izvoare situate la distanțe mari unul de altul oamenii și-au amenajat puțuri adânci la streașina casei acumulând în ele apa de ploaie. Până nu demult, când apa potabilă a fost canalizată, puteau fi văzute femeile care purtau apă de la izvoare în urcioare de lut legate în spate cu ajutorul unei fâșii de pânză sau de lână, țesută în război, numită ștergură. Ulcioarele numite ,,vase” erau legate două în spate și unul în față.
Pe Valea Luncilor și Valea Letii au fost amenajate mori de apă prin cădere, unde locuitorii măcinau secara cultivată pe terenurile proprii precum și grâul și porumbul aduse din zonele de câmpie.

## Scurt istoric al localității
Deși este atestat documentar doar din anul 1913, ca un cătun aparținând satului Vadu-Crișului, sub denumirea de ROVTIZFALU,  localitatea Zecehotare are o vechime de peste 200 de ani după cum reiese din mărturisirile bătrânilor Costea Copil, Pavel Copil, Floare Toderaș, Gavril Cipleu, Ana Bulzan.
Străbunicii acestor oameni s-au stabilit în acest ținut venind din diferite sate de câmpie, unii fugind datorită asupririi sociale, alții dezertând din armata austro-ungară. Nonagenarul Coste Copil afirmă că străbunicul său locuitor al unui sat de câmpie căruia nu-i cunoaște numele, a fost „prins cu funia” și dus în armată. După un timp a reușit să fugă ascunzându-se în acest ținut care era atunci împădurit în întregime. Și-a construit o colibă în codru pentru a se adăposti aici o vreme dar timpurile ,,fiind tulburi” a rămas pe loc defrișând o bucată de teren pentru curte și grădină. Mai târziu a defrișat o porțiune mai mare pentru a cultiva cartofi și secară, apoi pentru fânețe. Până la urmă a rămas aici, iar mai târziu s-a căsătorit.
La fel au procedat și străbunicii celorlalte familii din sat: în locurile unde s-au stabilit au întemeiat cătune. Cătunul Brejești poartă chiar numele întemeietorului său Breje Ieremia. Cel mai vechi cătun este Hulpi așezat în partea estică a localității. Familia ,,Cecăieștilor”, pe adevăratul lor nume Copil, trăiesc în cătunul numit Gugu; cei din familia Bodea, porecliți ,,filești” s-au așezat inițial în Hulpi dar Simion Bodea, găsind locuri mai bune în Gugu, și-a mutat casa aici. Era atunci cea mai mare casă din sat construită imediat după 1800 păstrată și astăzi dar nelocuită de vreo 30 de ani.
În altă parte a satului locuitorii sunt urmașii unor ,,cioși”, paznici ai pădurilor boierești. Este vorba de familia Cipleu din cătunul Măguran cărora și acum li se spune ,, a Ciosului”.
Încă de întemeierea primelor cătune se semnalează în zonă prezența unor haiduci. Floare Toderaș în vârstă de 86 de ani își amintește de haiducul Bodonea. Acesta a fost prins de către oamenii stăpânirii, în codrii din apropierea cătunului Gugu. A fost legat cu funii și i-au introdus mâinile în despicătura unui trunchi de copac strângându-i-le în el până la strivire. Apoi l-au ars de viu într-o ,,caminiță” în care tocmai se ardea varul. Ingroziți de această pedeapsă cumplită oamenii din sat au numit locul respectiv ,,Groapa Bodonii”

Bătrânul Coste Copil își aduce aminte de acțiunea de împărțire a unor domenii boierești, împărțire numită ,,lanț”. Evenimentul a avut loc în urmă cu mai bine de 100 de ani și începând de la această dată locuitorii au devenit proprietari ai terenurilor pe care le foloseau cu condiția de a plăti o ,,dijmă” vechiului proprietar. S-a făcut astfel o evidență a locuitorilor stabiliți aici până la această dată. Cu prilejul ,,lanțului” au primit suprafețe de teren cetățenii din 10 localități apropiate: Șuncuiuș, Vadu-Crișului, Dobricionești, Josani, Cacuci, Ortiteag, Aștileu, Roșia, Bălnaca și Bratca.
Se zice că numele de „ZECEHOTARE” dat localității ar proveni de la această împărțire a terenurilor unor oameni din 10 sate. 
Așezarea cu acest nume cuprindea atunci teritoriul dintre Vadu-Crișului, Gălășeni, Călățea, Roșia, Beiuș, Șuncuiuș. Mai târziu ea va deveni comuna ZECEHOTARE, având aceeași întindere, apoi unele zone de margine vor trece la comunele învecinate. Astăzi satul face parte din comuna Șuncuiuș. Cătunele din care a fost constituit inițial sunt : Hulpi, Corn, Cărmăzan, Gugu, Bătrânu, Deal, Măguran, Brejești, Valea Mierăie și Tomnatic.
Locuitorii satului sunt în exclusivitate români. Predomină câteva familii, în general în funcție de cătune: Ardelean, Brândaș, Cipleu, Lup, Breje, Copil, Popa, Bodea, Iancu și Toderaș.
La hotarul satului cu Roșia se află locul numit ,,Scaunul Crai” unde se ajunge greu chiar și în zilele noastre, ținutul fiind împădurit, greu accesibil. In legătură cu acest loc, bătrânul Dumitru Bodea povestește o legendă auzită de la bunicul său. 
Se spune că un crai în trecere pe aici a poposit pe una din stânci. De pe vârful ei și-a zvârlit cu putere toporul care s-a înfipt, foarte departe, într-o zonă de câmpie, cu ,,toporâștea” în pământ. Din ,,toporâște” a crescut un măr roșu, iar în locul respectiv s-a întemeiat localitatea Oradea Mare-Măr Roșu. 
După ce a azvârlit toporul, craiul a coborât călare de pe stâncă. Se văd și astăzi în piatră urmele calului care a ,,răpăgat” adică a alunecat. Spre poale, craiul s-a oprit și a înfipt paloșul într-o stâncă și s-a așezat pe un scaun de piatră la masă de piatră ca să se ospăteze și să se odihnească dar numai pentru puțină vreme, apoi a ruculit” cu calul mai departe.
După întemeierea satului și mai ales după ,,lanțul” menționat, gospodăriile locuitorilor s-au consolidat: se creșteau multe animale, s-au defrișat suprafețe întinse de păduri pentru cultivarea cartofilor și a cerealelor astfel că s-a ajuns la un surplus de produse pe care le vindeau sau schimbau în piețele din Vadu-Crișului, Braca și Beiuș.
Intrucât locuiau în aceste ținuturi împădurite erau numiți de către oamenii de la câmpie „pădureni” și erau foarte apreciați îndeosebi pentru produsele de origine animală pe care le desfăceau. 
De asemenea au fost curând cunoscuți până în ținuturile Sălajului și zona Oradiei pentru varul pe care-l fabricau în ,,caminițe”. De altfei vărăritul este una din preocupările de bază ale multor locuitori chiar și în zilele noastre. Caminițele sunt niște cuptoare cilindrice de mari dimensiuni săpate într-o pantă. Cei pricepuți adună piatra de var pe care o așează în cuptoare alternând un rând de piatră cu unul de lemne. Se arde câteva zile după care se răcește și se valorifică.

## Legături externe
- http://epa.oszk.hu/00100/00181/00122/pdf/EPA00181_varad_2016_05_67-70.pdf (articol în limba maghiară despre originea, toponimia denumirii Tízhatár = Zece Hotare: Emődi András: Tíz, Zece, Zichy...A Tízfalusi-határ nevének eredetéről és a kistájrészlet legkorábbi térképéről.).